# Marc Forster
Marc Forster (Ulm (Baden-Württemberg), 30 november 1969) is een Zwitsers filmregisseur. Hoewel hij in Duitsland geboren is en Duitse ouders heeft, wordt hij als Zwitser beschouwd, omdat hij is opgegroeid in Davos, kanton Graubünden, in Zwitserland.
De eerste film die hij op 12-jarige leeftijd in de bioscoop zag, was Apocalypse Now van Francis Ford Coppola. Hij was zo enthousiast over de film, dat hij toen al wist dat hij filmregisseur wilde worden.
Op 20-jarige leeftijd ging hij naar New York en studeerde aan de filmschool van de Universiteit van New York.
In 1995 verhuisde hij naar Hollywood en heeft hij een experimentele lowbudgetfilm ($ 10.000) gemaakt, Loungers, die de Slamdance Audience Award won. Forsters eerste film was het psychologische drama Everything Put Together, die genomineerd was voor de Grand Jury Prize van het Sundance Film Festival.
De dramafilm Monster's Ball (2001) was zijn doorbraak als regisseur. Halle Berry won de Oscar voor beste actrice voor deze film. De film Finding Neverland uit 2004 werd genomineerd voor vijf Golden Globes en voor zeven Oscars, inclusief die voor de beste film en beste acteur (Johnny Depp). Alleen de nominatie voor beste soundtrack van Jan A.P. Kaczmarek werd ook echt gewonnen.
Op dinsdag 19 juni 2007 maakte Foster samen met Michael Wilson en Barbara Broccoli bekend dat hij de regie van de 22ste James Bondfilm op zich ging nemen. De opnames hiervan startten in januari 2008. In de hoofdrol keerde Daniel Craig terug als James Bond.

## Filmografie
- Christopher Robin (Nederlands: Janneman Robinson & Poeh) (2018)
- All I See Is You (2016)
- World War Z (2013)
- Machine Gun Preacher (2011)
- Quantum of Solace (2008)
- Dallas Buyer's Club (2007)
- The Kite Runner (2007)
- Stranger than Fiction (2006)
- Stay (2005)
- Finding Neverland (2004)
- Monster's Ball (2001)
- Everything Put Together (2000)
- Loungers (1995)